# Robert Serber
Robert Serber est un physicien américain, né le 14 mai 1909 à Philadelphie et mort le 1er juin 1997 à New York.
Il est principalement connu pour avoir participé au projet Manhattan, et avoir entretenu des relations d'amitié avec Robert Oppenheimer et sa famille.

## Biographie
Il obtient son doctorat de l'université du Wisconsin en 1934, après quoi il travaille avec Robert Oppenheimer à l'université de Californie à Berkeley.
Il est recruté pour le projet Manhattan en 1941. Quand le laboratoire national de Los Alamos s'organise, Oppenheimer prend la décision de ne pas compartimenter les informations techniques entre les différents départements. Cela a pour effet d'augmenter l'efficacité dans la résolution de problèmes ainsi que d'accroître l'urgence du projet pour les scientifiques, maintenant qu'ils savent sur quoi ils travaillent. Il incombe alors à Serber de faire un certain nombre d'explications sur les buts et les principes du projet. Ces explications sont imprimées et fournies à tous les scientifiques arrivant à Los Alamos, elles sont connues comme Los Alamos Primer (appelé plus tard LA-1). Elles sont rendues publiques en 1965.
Serber développe la première bonne théorie sur l'hydrodynamique de l'explosion de la bombe. Il fait également partie de la première équipe américaine à se rendre à Hiroshima et Nagasaki pour prendre connaissance des dégâts que les bombes ont causés.
En 1948, il doit se défendre contre des accusations anonymes de manque de loyauté, dues en grande partie au fait que la famille de sa femme était des intellectuels juifs ayant un penchant pour le socialisme, et aussi parce qu'il tente de mettre les politiciens en dehors du débat sur la faisabilité de la bombe H (utilisant la fusion nucléaire), le menant à se quereller avec Edward Teller, considéré comme le père de la bombe à hydrogène. Tout cela dans un contexte politique où apparaît le maccarthysme.
Serber a un rôle de consultant pour de nombreux laboratoires, entreprises et commissions.

## Référence
1. ↑  (en) Los Alamos Primer, LA-1